# Yonsei University
Koordinaten: 37° 33′ 37″ N, 126° 56′ 13″ O
Die Yonsei University ist eine private, christliche Eliteuniversität in Seoul, Südkorea.
Die Universität ging aus einer im Jahr 1885 gegründeten Medizinschule hervor. In ihrer heutigen Form wurde die Yonsei University im Jahr 1957 durch die Fusion der zwei Hochschulen Yonhi University und Severance Medical College gegründet.
Die Universität besteht aus 22 Colleges, 21 Graduate Schools und 155 Forschungsinstituten. Die universitären Einrichtungen befinden sich auf dem Hauptcampus in Seouls Stadtteil Sinchon. Darüber hinaus besitzt die Universität einen weiteren Campus in Wonju und den neuen International Campus in Songdo, Incheon.
In Südkorea zählt die Yonsei mit der Seoul National und Korea zu den drei renommiertesten Universitäten Südkoreas, gemeinsam auch SKY genannt. Außerdem ist es die älteste Privatuniversität Südkoreas. Die Universität unterhält Partnerschaften und Kooperationen mit einigen der Top Universitäten Weltweit, darunter Harvard University.

## Geschichte
Die Yonsei University geht auf die beiden Hochschulen Yonhi Universität und Severance Medical College zurück. Das Severance Medical College hat seinen Ursprung in dem 1885 gegründeten ersten Krankenhaus in Korea. Die Yonhi Universität ging aus einer 1915 gegründeten christlichen Hochschule hervor.

### Severance Medical College

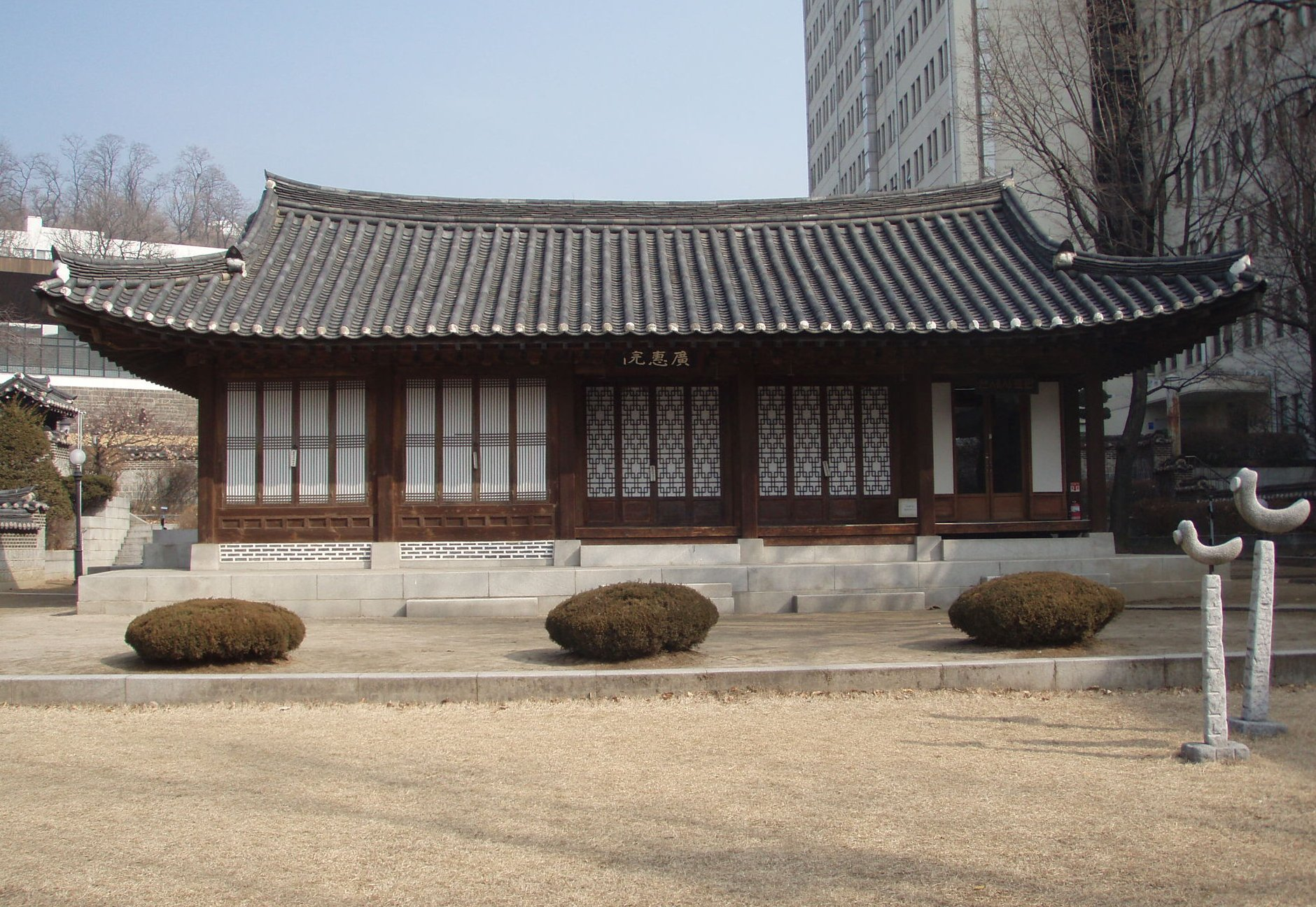
Das 1885 errichtete Hospital Gwanghyewon im Campus Sinchon

Im Jahr 1885 beauftragte König Gojong den königlichen Hofarzt Horace Newton Allen – einen amerikanischen Missionar der Presbyterianischen Kirche (American Northern Presbyterian Church) – damit, das erste moderne Krankenhaus Koreas zu errichten. Im April 1885 eröffnete das Krankenhaus Kwanghyewon (kor. 광혜원, 廣惠院; dt. Haus der Erweiterung der Gnade).
Am 29. März 1886 wurden 16 ausgewählte Studenten am Krankenhaus, das mittlerweile den Namen Jejungwon (제중원, 濟衆院; Haus zur Rettung der Volksmasse) trug, angenommen und mit deren medizinischen Ausbildung begonnen. Diese medizinische Schule ist der Ursprung der Yonsei University und die erste moderne medizinische Ausbildungsstätte in Korea.
Nachdem der Kanadier O. R. Avison, zuvor Medizinprofessor an der University of Toronto, die Leitung des Krankenhauses übernahm, errichtete er 1904 mit einer Spende des Amerikaners L. H. Severance ein neues Krankenhaus mit dem Namen Sebeuranseu Byeongwon (세브란스 병원, 세브란스 醫院; Severance-Krankenhaus) und gleichzeitig die Lehrinstitution Sebeuranseu Euihak Jeonmunhakgyo (세브란스 의학전문학교; Severance-Medizinfachschule). 1908 wurden den ersten sieben Studenten die ersten Doktortitel und Arztzulassungen Koreas verliehen. In den folgenden Jahren änderte sich die Bezeichnung mehrmals: 1909 in Sarib Sebeuranseu Uihakgyo (사립 세브란스 의학교, Private Severance-Medizinschule), 1913 in Sarib Sebeuranseu Yeonhab Uihakgyo (사립 세브란스 연합의학교; Private Vereinte Severance-Medizinschule) und 1917 in Sebeuranseu Yeonhab Uihak Jeonmunhakgyo (세브란스 연합의학전문학교; Vereinte Severance-Medizinfachschule).
Bereits im September 1906 wurde innerhalb des Severance Hospital eine professionelle Krankenpflegeschule gegründet. Die ersten Krankenschwestern schlossen ihre Ausbildung im Jahr 1910 ab.
1942 wurde das College auf Veranlassung des Generalgouvernats Chōsen in Asahi Igakku Senmongakkō (jap. 旭醫學專門學校; 아사히 의학전문학교; Asahi Medizinfachschule) umbenannt. Der Name wurde bis zur Unabhängigkeit Chōsens von Japan 1945 beibehalten. 1947 erhielt die Schule die Genehmigung für eine sechsjährige Medizinhochschule namens Sebeuranseu Uigwadaehak(세브란스 의과대학; Severance Medical College).
Seit dem Jahr 1949 wurden die medizinischen Vorbereitungskurse nicht mehr im Severance Medical College, sondern im College of Science and Engineering der Yonhi University veranstaltet.
Während des Koreakriegs wurden das Severance Medical College und das Hospital 1951 nach Busan verlegt und ein humanitäres Hospital eingerichtet, das sich um die medizinische Versorgung von Flüchtlingen kümmerte. Nach Kriegsende im Jahr 1952 zog die Severance Medical College und das Hospital nach Seoul zurück.
Im Jahr 1968 wurde die 1906 gegründete Krankenpflegeschule zu einem College ausgebaut.

### Yonhi University

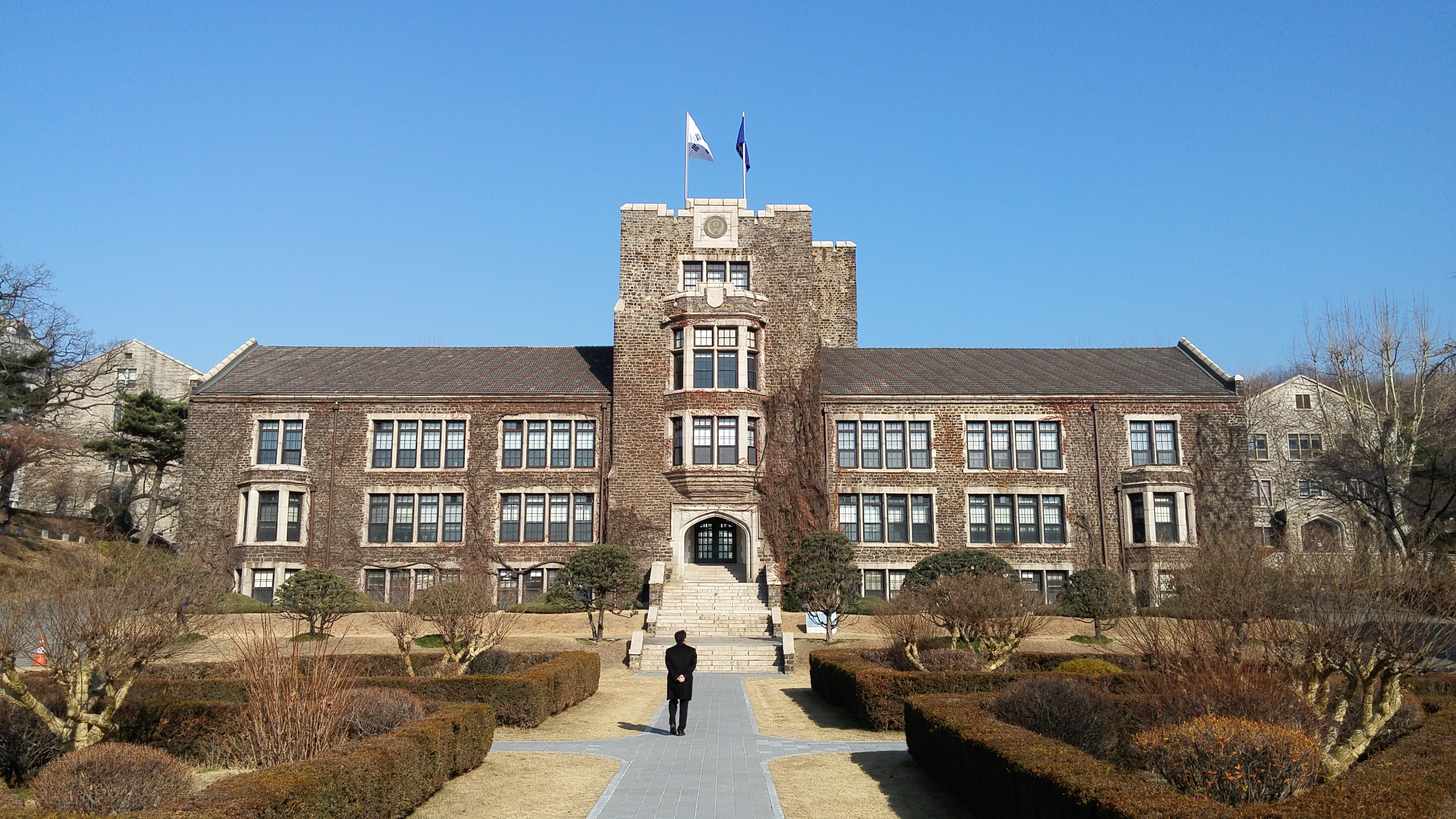
Die Underwood Hall

Im März 1915 wurde Chōsen Kirisutokyō Gakkō (朝鮮基督教学校; 조선기독교학교; Christliche Schule Chōsen) eröffnet, das erste private College in der Provinz Chōsen. Gründer des Colleges war H. G. Underwood. Unterstützt wurde die Gründung gemeinsam durch eine presbyterianische Gemeinde in New York, einer methodistischen Missionsgruppe und einer presbyterianischen Missionsgruppe aus Kanada. Das College befand sich im Gebäude vom YMCA in Seoul und bestand aus fünf Abteilungen: Geisteswissenschaft, Theologie, Wirtschaftswissenschaft, Mathematik und Physik und Landwirtschaft.
Im April 1917 wurde das College in Shiritsu Enki Senmongakkō (私立延禧專門学校; 사립 연희전문학교; Private Fachschule Enki) umbenannt; Die japanischen Kanji des Namens „Enki“ (延禧) werden im Koreanischen Yonhi ausgesprochen, womit der bis heute erhaltene Namensbestandteil begründet ist. Zu den fünf Abteilungen wurde angewandte Chemie hinzugefügt. Im gleichen Jahr wurde mithilfe einer Spende von John T. Underwood, dem Bruder von H. G. Underwood, das Gelände des heutigen Campus in Keijō erworben. Eines der ersten Gebäude, die Stimson Hall, wurde mit dem Nachlass von Charles Stimson gebaut. Die ersten Absolventen verließen der Fachschule im Jahr 1919. 1923 wurde durch ein neues Erlass in der Bildungspolitik die Bezeichnung in Enki Senmongakkō (延禧專門学校; 연희전문학교; Fachschule Enki) modernisiert.
Im April 1944 wurde die Hochschule auf Veranlassung des Generalgouvernat Chōsens aufgelöst, da es sich bei der Hochschule um „Eigentum des Feindes“ handelte. Die koreastämmigen Angestellten und Professoren wurden entlassen und die Hochschule in Keijō Kougyō Keiei Senmongakkō (京城工業經營專門學校; 경성공업경영전문학교; Keijō Fachschule für Industrie- und Betriebswissenschaft) umbenannt und als solche weiterbetrieben.
Nach der Unabhängigkeit Chōsens von Japan wurde der Ausbau zu einer Volluniversität vorbereitet. Zum Unabhängigkeitstag 1946 eröffnete die Yonhi Daehakgyo (연희대학교, 延禧大學校, Yonhi Universität) mit vier Fachbereichen (Geisteswissenschaften, Wirtschaftswissenschaften, Naturwissenschaften und Theologie) und elf Abteilungen. Ein Studium an der Yonhi Universität stand sowohl Männern als auch Frauen offen, womit sie die erste gemischte südkoreanische Universität war.
Ab 1949 wurden die Vorbereitungskurse des Severance Medical College an der Yonhi Universität abgehalten. Die ersten Absolventen verließen die Yonhi Universität 1950. Ebenfalls 1950 wurden die Fachbereiche zu Colleges umgebaut. Das Studienangebot wurde um die Studienfächer Recht, Pädagogik, Biologie, Elektrotechnik, industrielle Chemie und einen Medizinischen Vorbereitungskurs auf 17 Studienfächer erweitert und eine Graduate School eingerichtet.
Während des Koreakriegs wurde sie nach Busan verlegt. 1953 zog die Universität zurück nach Seoul.
Die Yonhi Universität wurde ständig ausgebaut: 1954 wurde ein neues College für Politik- und Rechtswissenschaft eingerichtet. 1955 wurde eine Abteilung für Kirchenmusik im College of Theology eingerichtet.

### Yonsei University

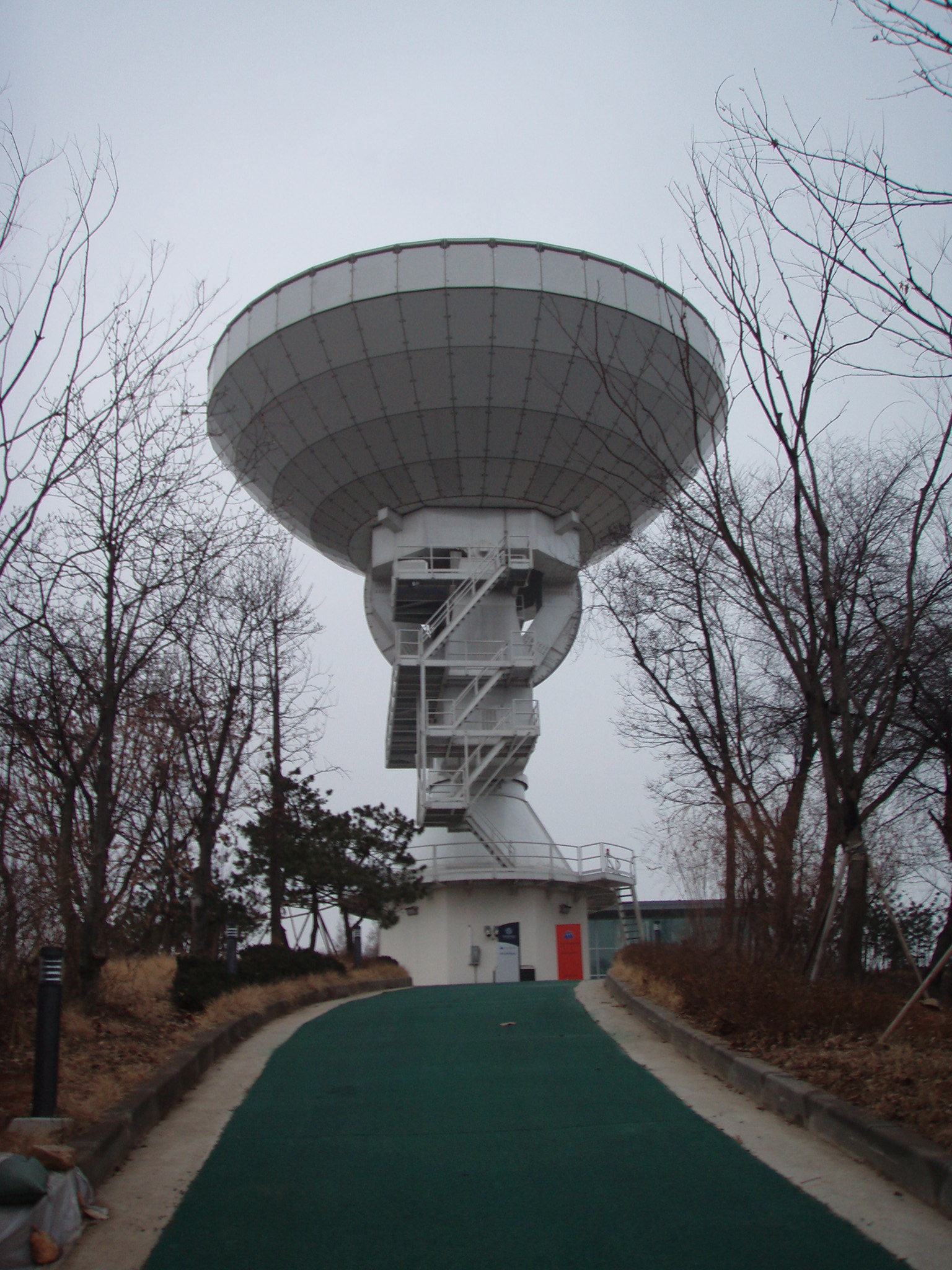
Die Sternwarte der Yonsei University

Im Jahr vereinbarten die Vorstandsmitglieder der Stiftungen beider Hochschulen Severance Medical College und Yonhi Universität eine gemeinsame Körperschaft zu gründen. Am 5. Januar 1957 fusionierten die beiden Hochschulen und wählten Yonsei University (연세대학교, 延世大學校) als neuen Namen der Universität.
Im Jahr 1959 wurde das Korean Language Institute gegründet, wodurch es die erste Universität wurde, die Sprachprogramme für Koreanisch anbietet. Dadurch genießen die Koreanisch-Programme und -Lehrwerke von Yonsei eine hohe Reputation. 1977 wurde der zweite Campus in Wonju eröffnet. Im gleichen Jahr wurde an der Yonsei University Koreas größtes Teleskop errichtet. Im Jahr 1981 wurde der Wonju Campus zum Wonju College mit 10 Fachbereichen ausgebaut und 1986 Koreas erste Graduate School für internationale Studien eröffnet.
Während einer Studentendemonstration in 1987 kam es zum Tod eines Studenten durch eine von der Polizei geschossene Tränengas-Patrone. Dieser Unfall löste die Juni-Demokratiebewegung aus, die mit der Zustimmung des Präsidenten Roh Tae-woo zu einer Präsidenten-Direktwahl endete.
2003 eröffnete die Kim-Dae-jung-Bibliothek, benannt nach dem achten Staatspräsidenten.
2006 wurde das Grundstück in der Freiwirtschaftszone von der Stadt Incheon erworben. Mit der Errichtung des College of Pharmacy eröffnete 2010 der neue International Campus.
Die Universitätsbibliothek besteht aus der Zentralbibliothek im Campus Sinchon und drei weiteren Abteilungsbibliotheken. Der Bestand in Sinchon umfängt 2 Millionen Einzelbänder.

## Akademische Einrichtung
Das Studium an der Yonsei University orientiert sich wie in allen südkoreanischen Universitäten am angelsächsischen Drei-Zyklen-System und bietet somit Bachelor-, Master- und Doktorgrade an.
Die akademische Einrichtung ist in zwei Ebenen eingeteilt, die für das grundständige Studium und das postgraduale Studium zuständig sind. Das grundständige Studium (Bachelorstudium) wird von den Colleges angeboten. Für die höheren akademischen Grade oder das postgraduale Studium (Master- und Promotionsstudiengänge) sind die Graduate Schools zuständig.
Die Yonsei University betreibt drei Campus. Da die Campus eigenständige Studentenauswahlverfahren ausführen, besitzen sie voneinander unabhängige akademische Strukturen.

### Grundständiges Studium
Ein College im südkoreanischen Hochschulsystem entspricht ungefähr der deutschen Fakultät. Innerhalb der Colleges befinden sich die die Bachelor-Studiengänge organisierenden Departments. Es gibt in der Yonsei University insgesamt 95 Departments.
Die aktuellen Colleges der Yonsei University sind folgende:
Der Sinchon Campus verfügt über eine umfangreiche akademische Struktur.
| - College of Liberal Arts - College of Business & Economics - School of Business - College of Science - College of Engineering - College of Life Science & Biotechnology - College of Theology - College of Social Sciences - College of Law | - College of Music - College of Human Ecology - College of Sciences in Education - University College - Underwood International College - College of Medicine - College of Dentistry - College of Nursing |

Der neue International Campus in Songdo hat seinen Schwerpunkt im medizinischen und ingenieurwissenschaftlichen Bereich.
| - University College - Underwood International College - College of Medicine - College of Dentistry | - College of Pharmacy - School of Integrated Technology - College of Engineering - Global Program – Pre-Major Program |

Der Wonju Campus verfügt über Studieneinrichtungen in grundlegenden Wissenschaften wie Geistes- und Naturwissenschaft mit einigen speziellen Einrichtungen, wie Betriebswirtschaft und Medizin.
| - College of Humanities & Arts - College of Science & Technology - College of Government & Business | - College of Health Sciences - EastAsia Intl. College - Wonju College of Medicine |

### Postgraduales Studium
Die erste Graduate School wurde 1950 in der Yonhi University gegründet. Die ersten Promotionsstudenten wurden 1961 aufgenommen. Wie der Rest der Yonsei University basiert auch die Ausbildung in den Graduate Schools auf christlichen Werten. In den Graduate Schools sollen Koreas zukünftige Führungspersönlichkeiten ausgebildet werden, mit dem Ziel der Weltgemeinschaft zu dienen. Sie sollen lernen „kreative akademische Ergebnisse durch wissenschaftliche und kritische Forschungsmethoden“ zu erstellen. Seit ihrer Gründung haben die Graduate Schools der Yonsei University etwa 6.000 Doktor- und 26.000 Mastertitel vergeben.

#### Graduate School
Die Graduate School oder Allgemeine Graduate School ist die für die allgemeinen Master- und Promotionsstudiengänge zuständige herkömmliche Einrichtung.
In insgesamt 99 Studiengängen werden fast alle Bachelor-Studiengänge weitergeführt. Die Masterstudiengänge in der Graduate School sind konsekutiv und korrespondieren dementsprechend größtenteils mit den von den Colleges organisierten Bachelor-Studiengängen. Die Master-Studiengänge sind als deren wissenschaftlich vertiefende Programme konzipiert.
Die Graduate School gliedert sich in 77 Departments. Da die Graduate School verwaltungsmäßig dem College gleichsteht, gibt es zwischen Graduate School und Department keine Zwischenebene. Doch um diese Vielzahl von Departments überblicken zu können, werden sie inoffiziell in sechs wissenschaftliche Bereiche eingeteilt (analog zu den Colleges):
- Liberal Arts and Social Science
- Natural Science
- Engineering
- Art and Physical Education
- Medical Science
- (Interdisziplinäre Studiengänge)

Zusätzlich zu den 77 standardisierten Studiengängen bietet die Graduate School 23 interdisziplinäre Studienprogramme und 24 Programme in Kooperation mit anderen südkoreanischen Forschungsinstituten an.

#### Spezielle Graduate Schools
Neben der herkömmlichen Graduate School bestehen neun Professional Graduate Schools und elf Special Graduate Schools, die für besondere Zwecke errichtet worden sind.

## Universitätssymbol

Das Symbol der Yonsei University

Das Emblem der Yonsei University besteht aus einem Kreis, in dessen Mitte ein Schild dargestellt ist. Auf dem Schild sind oben ein Kreis („ㅇ“), in der Mitte ein Balken („-“) und unten ein Dach („ㅅ“) dargestellt. Die Zeichen „ㅇ“ und „ㅅ“ sind aus den Anfangsschriftzeichen der beiden Silben des Universitätsnamens 연세 entnommen. Dabei symbolisiert der Kreis „ㅇ“ das Ideal einer charakterlich vollkommenen und vielseitigen Person. Das Dach „ㅅ“ stellt das aufwärts gerichtete Streben nach wissenschaftlicher Exzellenz dar. Zusätzlich zu diesen Bedeutungen symbolisiert das „ㅇ“ den Himmel, das „-“ den Horizont und das „ㅅ“ den Menschen, in Anlehnung an das chinesische Schriftzeichen 人. Links neben dem „ㅇ“ befindet sich ein aufgeschlagenes Buch, das für die Wahrheit steht. Rechts von dem „ㅇ“ befindet sich eine Fackel, für die Freiheit stehend. Der Schild, auf dem die ganzen Symbole gezeigt sind, beschützt diese Kernprinzipien der Yonsei University. Um den Schild herum steht kreisförmig der Name der Universität auf Englisch und Koreanisch.
Neben dem Emblem hat die Yonsei University einen fliegenden Adler als Logo.

## Akademische Reputation
Die Platzierung in den bekannten internationalen Ranglisten der letzten Jahre sieht wie folgt aus:
| Jahr | QS   | THE       | Shanghai  |
| ---- | ---- | --------- | --------- |
| 2011 | 129. | 226.–250. | 201.–300. |
| 2012 | 112. | 183.      | 201.–300. |
| 2013 | 114. | 190.      | 201.–300. |
| 2014 | 106. | 201.–225. | 201.–300. |

Unter den asiatischen Universitäten wird die Yonsei University wie folgt bewertet:
| Jahr | QS  | THE     |
| ---- | --- | ------- |
| 2011 | 18. | 25.–29. |
| 2012 | 16. | 20.     |
| 2013 | 16. | 17.     |
| 2014 | 16. |         |